# Geek.live
Geek.live (anteriormente GeekSquare) es una empresa tecnológica española que ofrece una plataforma dedicada a la compraventa de productos entre usuarios a través de vídeo en directo. Actualmente la plataforma está operativa en España y permite la compraventa de productos de coleccionismo cómo Funko Pops, cartas Pokémon, cartas de deportes, así como artículos de moda vintage y sneakers.
La plataforma dispone de una página web desde la cual acceder desde los navegadores web de Google Chrome, Safari, Firefox o Internet Explorer.

## Historia
La compañía se fundó en 2018, aunque no fue hasta 2021 que lanzó la primera aplicación bajo el nombre de GameSquare, un portal de compraventa enfocado a la compraventa de videojuegos, figuras y otros artículos de coleccionismo.
En el año 2023 la compañía dejó el foco exclusivo en el sector del videojuego para centrarse en el live shopping (formato de venta en directo).